# 富川江
富川江又名富江，古称临水，是中华人民共和国广西壮族自治区和广东省境内的一条河，是西江支流，属珠江水系。

## 概况
富川江包括两个源头，东源头发源于其支流麦岭河，源自广西壮族自治区富川瑶族自治县麦岭镇的茗山湖圆岭（完岭）西南麓，长度71.2公里，至城北汇入富川江干流。在富川瑶族自治县、钟山县和贺州市市区，古称“临江”，在贺街大鸭村浮山古称“贺江”。东源头和麦岭河、金田河、石家河、运山河等支流一道汇入富川江。西源头发源于漕母山、石吼、新田，流经川岩，和西岸的大源河、凤溪河、大围河、大洋溪、小洋溪、白水冲、涝溪河、淮南河、长溪江等支流一道汇入富川江。
富川江干流下钟山县、八步区，流经广东省封开县汇入西江，属珠江水系。富川江总长138.9千米，包括麦岭河71.2公里、富江干流富川段21.3公里、钟山县段46.4公里。

## 历史
古代至民国时期，富川江可以航运，可通行3至5吨的载重民船。清朝嘉庆《广西通志》记载：“临水可通巨舰”。中华人民共和国建国后，1958年修建龟石水库，航运中断。

## 主要支流
富江流域的主要支流有麦岭河、金田河、巩塘河、石家河、新华河、莲山河、涝溪河、淮南河、长溪江等。

## 主要水体
- 龟石水库，富川瑶族自治县境内最大的水库。[1]

## 文化
古代富川瑶族自治县的八景“富水奔涛”和“塔影穿云”就是在富川江。